# Іспанський дворик
«Іспанський дворик» (рос. Испанский дворик) — 3* міні-готель в Донецьку, розташований в Куйбишевському районі міста, по проспекту Богдана Хмельницького, 12, поблизу перетину із площею Бакінських Комісарів.

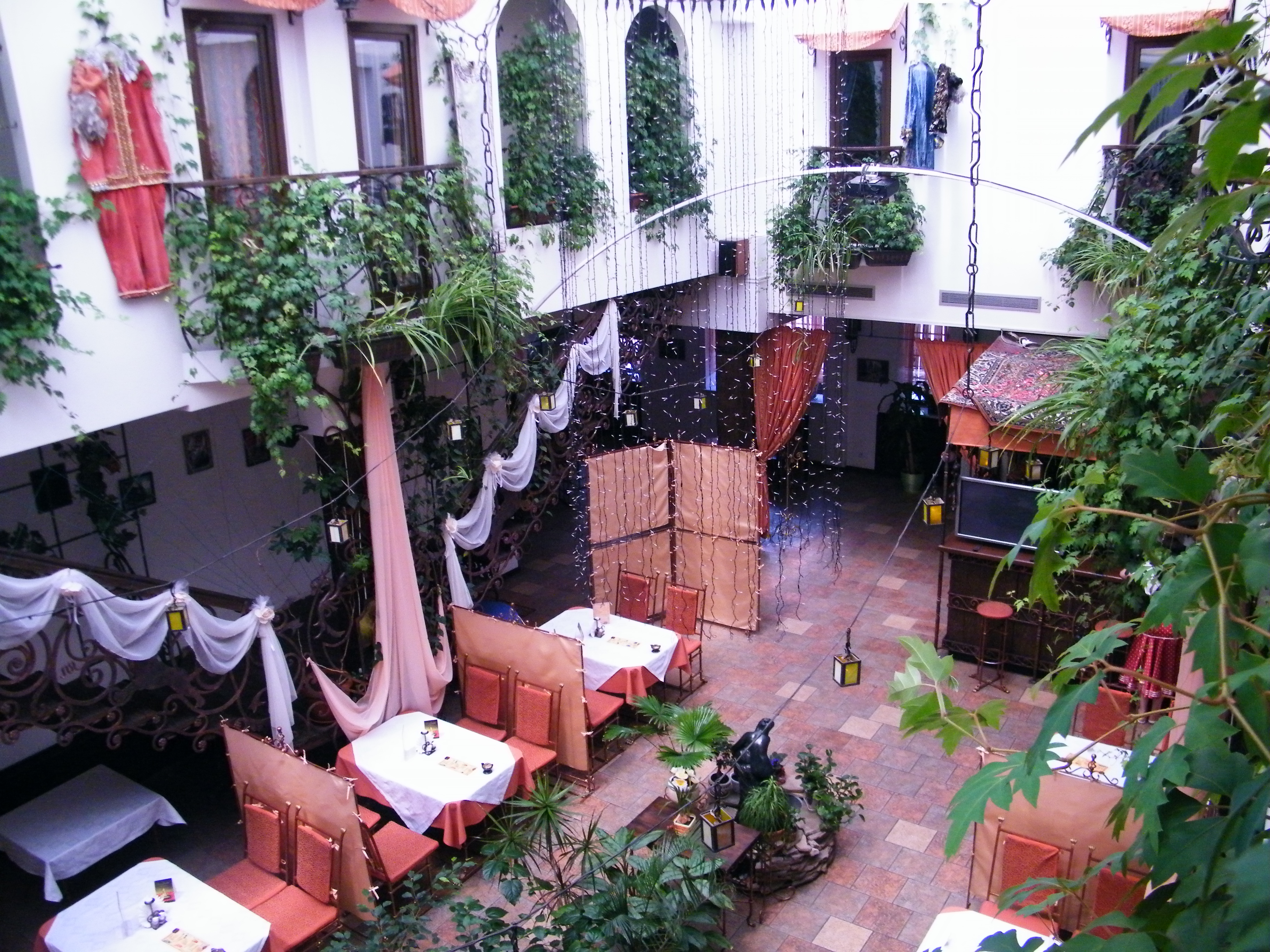
Внутрішній дворик готелю

Готель належить Віктору Бурдуку, власнику донецького підприємства «Гефест», засновнику та основному творцю Донецького парку кованих фігур та засновнику ковальського фестивалю «Парк кованих фігур».

## Події
13 грудня 2014 в готельно-ресторанному комплексі було відкрито культурно-розважальний майданчик-бар «Rock-Кузня». До відкриття була запропонована концертна програма за участю рок-груп «Дуглас», «Sinoptik», «Спічкі», «Юз-Бенд».
Відтоді майданчик-бар «Rock-Кузня» традиційно приймає рок-колективи Донецька. 3 січня 2015 р. «Рок-Кузня» гостинно запрошувала своїх гостей провести вечір із рок-групою «Юз-Бенд».

## Оформлення

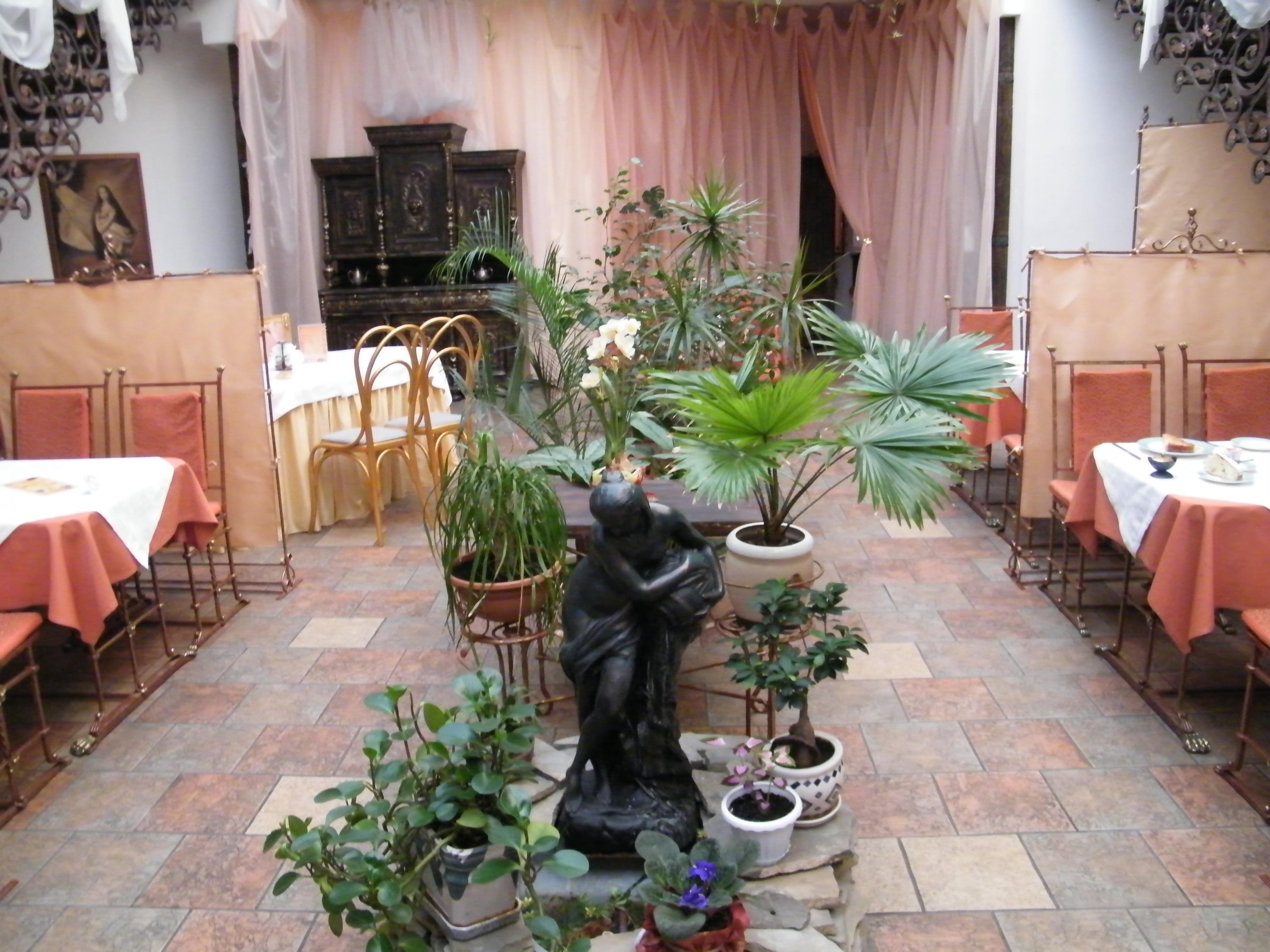
Ресторан у внутрішньому дворику

Готель побудовано за принципом критого внутрішнього двору, його номери розташовані на другому ярусі і мають балкони, що виходять у двір — залу ресторану «Іспанський дворик». Номери готелю оформлені в оригінальному стилі і мають назви «Кармен», «Дон Жуан», «Франсиско де Гойя», «Фернан Магеллан», «Сальвадор Далі», «Мігель де Сервантес», «Пабло Пікассо» тощо.
Інтер'єр готелю та його територія прикрашені кованими скульптурами. Крім того на базі готелю діє дизайн-студія «Кузнечная лавъка».

### Номер«Сальвадор Далі»

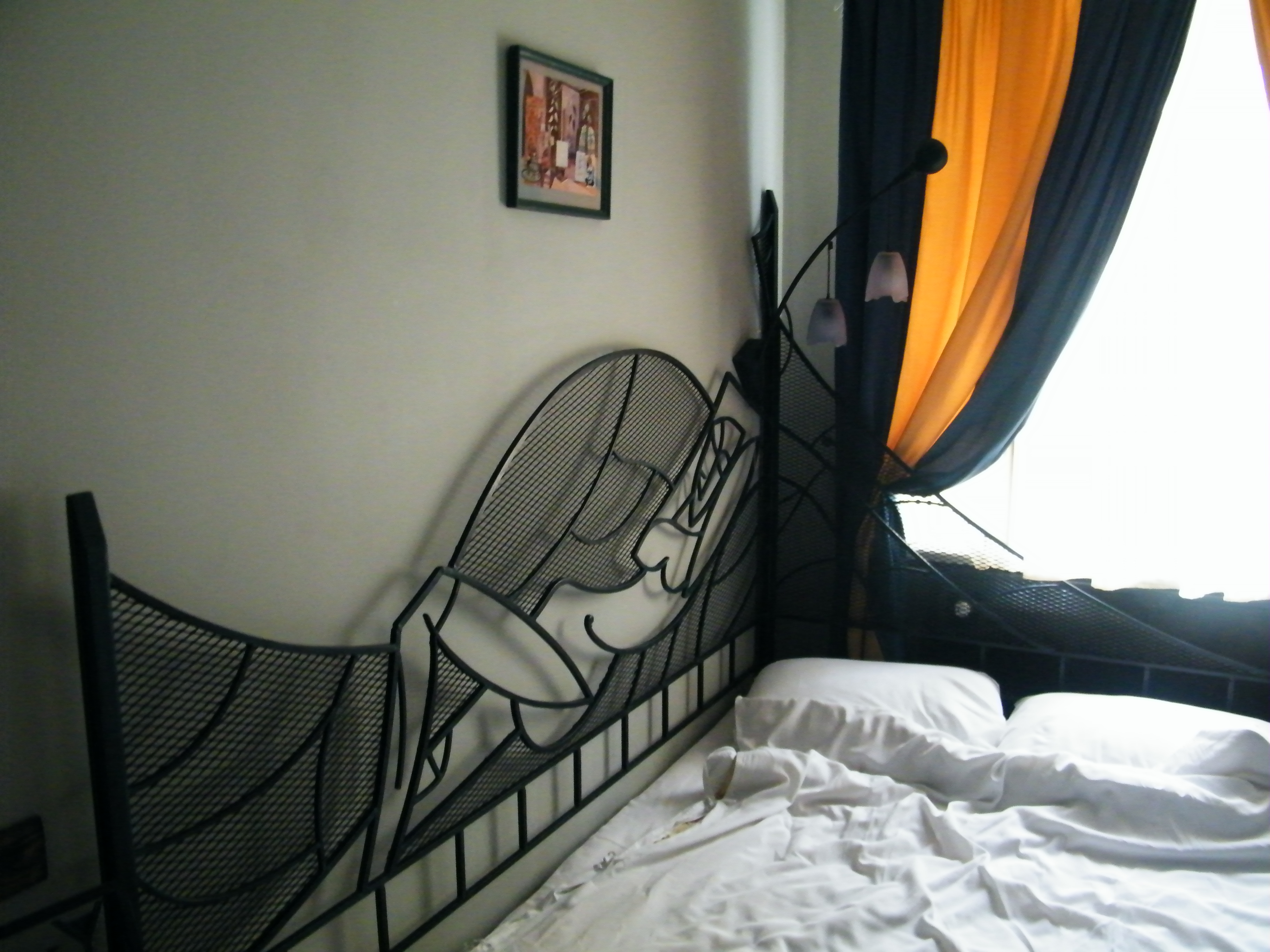
Ліжко
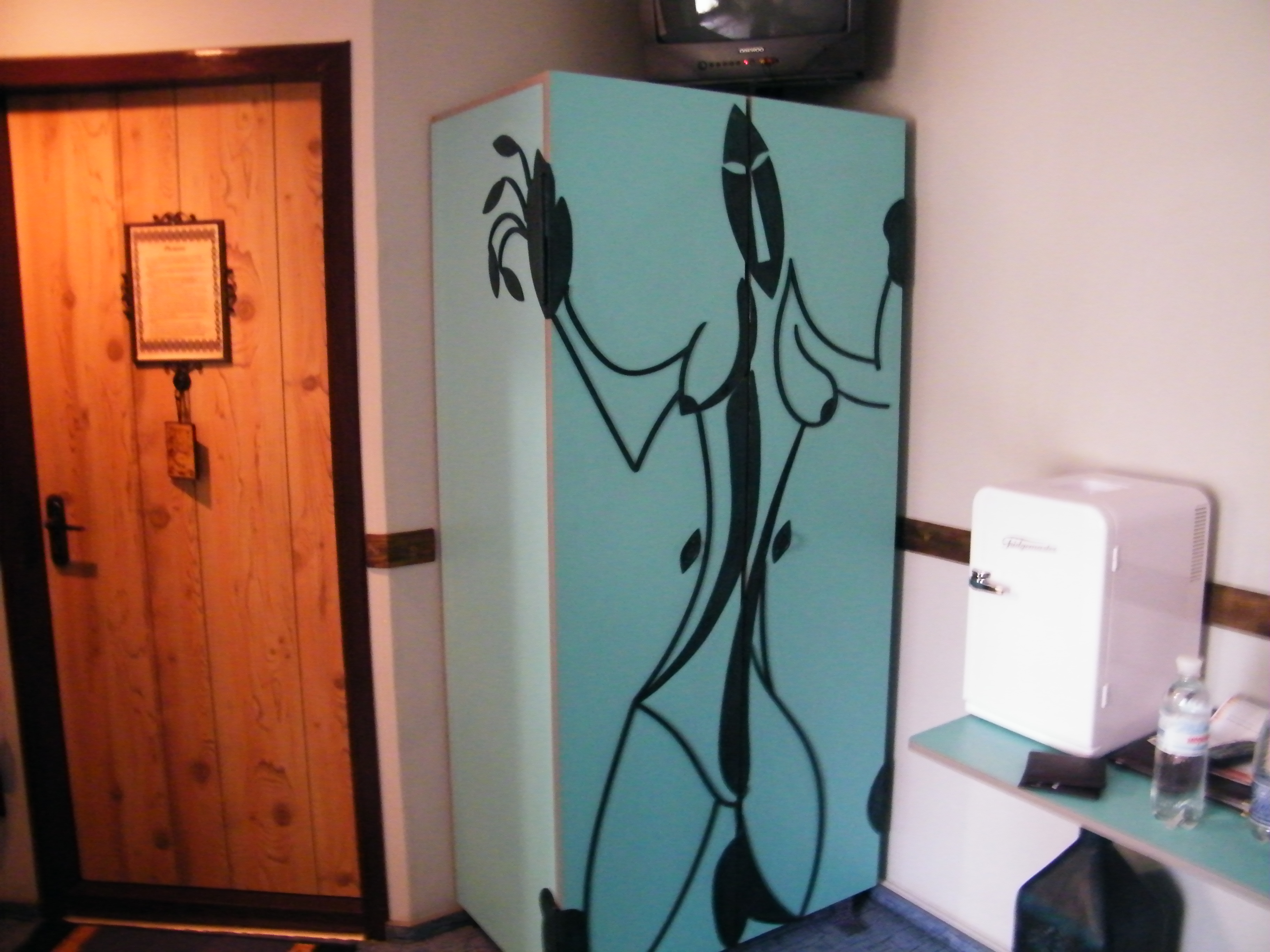
Холодильник
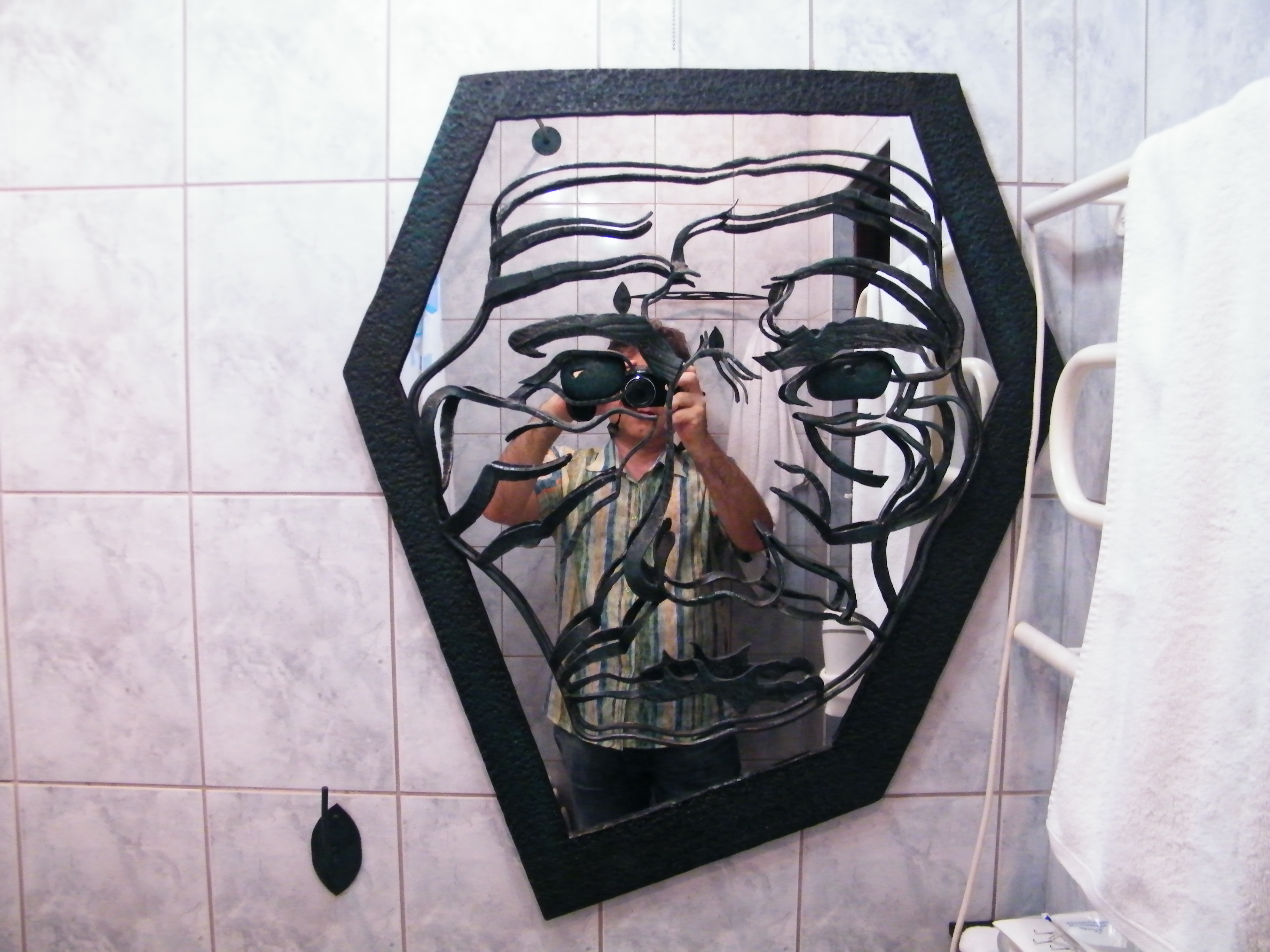
Дзеркало у ванній кімнаті